# جون جونز (رياضياتي)
جون جونز (بالإنجليزية: Jones John Viriamu )‏ (و. 1856 – 1901 م) هو رياضياتي، وفيزيائي من ويلز، والمملكة المتحدة لبريطانيا العظمى وأيرلندا، كان عضوًا في الجمعية الملكية، توفي عن عمر يناهز 45 عاماً.

## التعليم
تعلم في كلية باليول بجامعة أوكسفورد، وتعلم في جامعة لندن
.

## جوائز
حصل على جوائز منها:
- زمالة الجمعية الملكية